# 자포로자

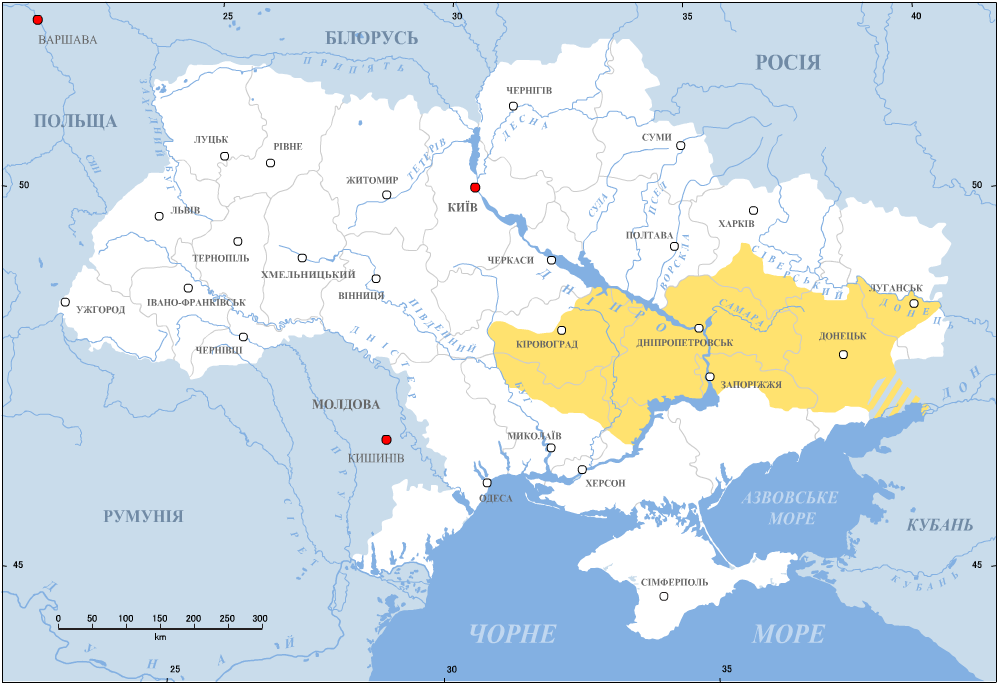

자포로자(우크라이나어: Запорожжя)는 동우크라이나 중부, 드네프르강 급류 하류의 역사적 지역이다. "자포로자"는 "급류(우크라이나어: пороги 포로이[*]) 너머"라는 뜻이다.
16세기에서 18세기 사이 자포로자 지역은 자포로자 코자크들이 반독립적 유사공화정을 이루고 살았다.  역사적 자포로자 지역은 오늘날의 자포리자주, 드니프로페트로우스크주, 키로보흐라드주, 그리고 헤르손주와 도네츠크주의 일부에 해당한다.

## 같이 보기
- 폴란드-리투아니아